# María Rosa Lida de Malkiel
María Rosa Lida de Malkiel (Buenos Aires, 7 de noviembre de 1910 - Oakland, California, 25 de septiembre de 1962), filóloga, medievalista y clasicista argentina, hermana menor del también filólogo Raimundo Lida (1908-1979).

## Biografía
Nació en el seno de una familia judía askenazí (esto es, judía de origen centroeuropeo) establecida en Buenos Aires que hablaba en yidis, pero que se esforzó en integrar a sus hijos de tal manera en la cultura hispánica que dos de ellos terminaron siendo auténticos filólogos de la lengua española. Fue egresada con medalla de oro del Liceo de Señoritas Figueroa Alcorta (1927) y de la Facultad de Filosofía y Letras de la Universidad de Buenos Aires (1932, premio al mejor graduado). 
Trabajó hasta 1947, año en que se doctoró summa cum laude en Filosofía y Letras, en el Instituto de Filología, bajo la dirección de Amado Alonso junto a su hermano Raimundo Lida y a Ángel Rosenblat. Dictó cursos de latín y griego en la Facultad de Filosofía y Letras de la Universidad de Buenos Aires, y recibió el estímulo intelectual de la filósofa Lidia Peradotto.
Disfrutó de una beca de la Fundación Rockefeller primero en Cambridge (Massachusetts) y después en Berkeley (California), donde se casó con el filólogo ruso Yákov Malkiel, en 1948, pariente de dos de los grandes padres del formalismo, Victor Zirmunskij y Yuri Tynjanov. Con él editó una autorizada versión del Cantar de las huestes de Ígor (Bs. As., 1967). El año 1947 defendió su tesis doctoral bajo la dirección de Amado Alonso sobre el poeta cordobés Juan de Mena, aunque en un principio había trabajado muchísimo sobre el tema de la estela de Flavio Josefo en la literatura española, materiales que fueron publicados póstumos por su marido. Su tesis llevaba el sello metodológico de una rigurosa Estilística. La tesis terminó convertida en un libro: Juan de Mena, poeta del prerrenacimiento español, México: El Colegio de México, 1950.
Ejerció la docencia en la Universidad Harvard, donde se reencontró con su maestro Amado Alonso y empezó a elaborar su siguiente gran trabajo, La originalidad artística de «La Celestina», aún vigente. Sin embargo, también se consideraba discípula de Lidia Peradotto, Alfonso Reyes y Américo Castro. Fue luego a la Universidad de California en Berkeley y las de Illinois y Stanford. Por entonces concibe la idea de su ensayo La idea de la fama en la Edad Media castellana, publicado en México, Fondo de Cultura Económica, 1952. Se especializó en filología romance, llegando a ser miembro correspondiente de la Real Academia Española (1953), por recomendación directa de don Ramón Menéndez Pidal, y de la Academia Argentina de Letras (1959) y ejerció como crítica implacable, infalible y extremadamente rigurosa, de suerte que numerosos filólogos menos concienzudos que ella recibieron sus duras recensiones, entre ellos Gilbert Highet por The Classical Tradition. Greek and Roman Influences on Western Literature, New York-London, Oxford University Press, 1949, por el hecho, lamentable, de haber dejado al margen de su obra la cultura hispánica, o Pierre Le Gentil y los dos tomos de su La poésie lyrique espagnole et portugaise à la fin du moyen âge, t. I: Les thêmes et les genres; t. II: Les formes, Rennes, Plihon, 1949 y 1952-1953, reseñados en Speculum, 26, 1951, págs. 174-179, y 28, 1953, págs. 390-393. Fue la primera en estudiar la curiosa sátira hispanorromana de origen hispano del siglo XI titulada Garcineida. No menos famosa e implacable es su recensión de la prestigiosa obra de Ernst Robert Curtius, Europäische Literatur und lateinisches Mittelalter, Bern, 1948,  publicada en la revista "Romance Philolgy", V. 1952, con el título "Perduración de la literatura antigua en Occidente", luego reproducida en La tradición clásica en España, Barcelona, Ariel, 1975; recensión que hoy se lee como un apéndice a la obra de Curtius. Recibió un doctorado honoris causa por el Smith College y otro por la Universidad de Buenos Aires. Entre sus trabajos como helenista figuran su traducción del griego de Los nueve libros de la historia de Heródoto (1949) y la Introducción al teatro de Sófocles (Bs. As., 1944). 
Después de un breve regreso a la Argentina en 1961, para revisar las últimas pruebas de La originalidad artística... murió de cáncer en Oakland (California), donde residía. Yakov Malkiel editó en forma póstuma muchos de los trabajos y apuntes inéditos de su esposa, gracias a los cuales pudieron ver la luz los numerosos esfuerzos que había dedicado al estudio de la huella de Flavio Josefo en la literatura española.

## Obra

### Estudios, ensayos y ediciones
- Libro de buen amor: selección. Edición de María Rosa Lida. Buenos Aires: Losada, 1941.
- Introducción al teatro de Sófocles, Buenos Aires, Losada, 1944.
- «Dido en la literatura española. Su retrato y defensa», Revista de Filología Hispánica, 4, 1942, págs. 209-252 y 313-382.
- Juan de Mena: poeta del prerrenacimiento español. México: Colegio de México, 1950.
- La idea de la fama en la Edad Media castellana. México: FCE, 1952.
- Apéndice a Howard Rollin Patch, El otro mundo en la literatura medieval (seguido de un apéndice: “La visión de trasmundo en las literaturas hispánicas por María Rosa Lida de Malkiel”. México: Fondo de Cultura Económica, 1956
- Two Spanish masterpieces: the Book of good love and The Celestina. Urbana: The University of Illinois Press, 1961. [Traducido como Dos obras maestras españolas: El libro de Buen Amor y La Celestina. Buenos Aires: Eudeba, 1966].
- La originalidad artística de «La Celestina». Buenos Aires: EUDEBA, 1962.
- Jerusalén: el tema literario de su cerco y destrucción por los romanos. Buenos Aires: UBA, Facultad de Filosofía y Letras, 1972.
- Juan Ruiz: selección del “Libro de buen amor” y estudios críticos. Buenos Aires: EUDEBA, 1973.
- Dido en la literatura española. Su retrato y defensa, London, Tamesis Books, 1974.
- El cuento popular y otros ensayos. Buenos Aires: Losada, 1976.
- Estudios de literatura española y comparada, Buenos Aires: Losada, 1964, reeditado en Madrid: José Porrúa Turanzas, 1977.
- Herodes: su persona, reinado y dinastía. Madrid: Castalia, 1977.

### Traducciones
- Heródoto, Los nueve libros de la historia, trad. y estudio preliminar de María Rosa Lida de Malkiel, Buenos Aires, W. M. Jackson, 1949.